# Epidemia de H3N2 no Brasil em 2022
A epidemia de H3N2 no Brasil em 2022 foi declarada por alguns estados brasileiros em janeiro do mesmo ano.

## Antecedentes
Em 2019 ocorreram 796 mortes por H1N1 e 782 por dengue no Brasil. Em fevereiro de 2020 teve início no Brasil a pandemia de COVID-19. De acordo com o Ministério da Saúde, a COVID-19 no Brasil até abril de 2020 matou mais do que a H1N1, dengue e sarampo em todo o ano de 2019, o que fez as autoridades de saúde a se posicionarem a favor das orientações da Organização Mundial da Saúde (OMS) ao adotar o isolamento social e medidas sanitárias para combater a proliferação do vírus.
Já os casos registrados de gripe durante os anos de 2020 e 2021 foram relativamente baixos. No final de 2021, com a flexibilização das medidas de contenção do SARS-CoV-2, os casos de gripe começaram a ser registrados substancialmente, trazendo preocupação das autoridades sanitárias. Em 2021 foi registrado na Austrália uma cepa nova do vírus Influenza A subtipo H3N2. A cepa Darwin foi denominada assim por ter sido descoberta em uma cidade australiana que tem esse nome. A cepa Darwin ganhou força no inverno do Hemisfério Norte, e o aumento do fluxo de viajantes internacionais pode estar relacionados com os surtos no Brasil que se iniciou no Rio de Janeiro.

## Surto em 2021
O surto de gripe causado pela cepa Darwin do H3N2 (um tipo do vírus Influenza A) teve início no final de 2021 no país. A nova cepa teve a primeira identificação no Brasil realizada pelo Laboratório de Vírus Respiratórios e do Sarampo do Instituto Oswaldo Cruz (IOC/Fiocruz) em amostras provenientes da cidade do Rio de Janeiro em 2021. Em dezembro de 2021 o Rio de Janeiro presenciou um surto de gripe com mais de 23 mil casos registrados.
Até dezembro de 2021, pelo menos 18 unidades federativas confirmaram casos da doença, onde quatro consideraram "estado de epidemia": Rio de Janeiro, Espirito Santo, Rondônia e Rio Grande do Norte. O estado do Rio de Janeiro registrou 47 casos de H3N2 e sete óbitos em 2021. A secretaria estadual de Saúde de São Paulo informou em 2021 dados de SRAG por Influenza, sendo que até 10 de dezembro, contabilizou 1472 casos e 50 óbitos, sem mencionar o subtipo diagnosticado. O Rio Grande de Sul, até então, tinha registrado 24 casos confirmados de H3N2. Paraná 20 casos, Santa Catarina 47 casos, Goiás 61 casos, Paraíba 13 casos, Bahia 185 casos, Minas Gerais 305 casos, Pernambuco 2449 casos Amazonas com 917 casos, Sergipe 46 casos e 10 óbitos, Rio Grande do Norte 72 casos, no Maranhão e no Ceará. 41 no Pará, 13 no Amapá, um caso no Distrito Federal, em Roraima, no Maranhão e no Ceará. Ao todo, no mês de dezembro foram registrados 2,9 mil casos de infecção pelo H3N2 no país.

## Surto em 2022
O surto de 2022, até então, é a continuidade do surto de 2021. No início de janeiro de 2022, onze estados brasileiros já registravam óbitos causados pela variante da H3N2: Pernambuco, Rio de Janeiro, Bahia, Paraná, Rio Grande do Sul, Santa Catarina, Sergipe, Mato Grosso, Mato Grosso do Sul, Piauí e Paraíba. Quatro estados reconheceram cenário de epidemia: Rio de Janeiro, Paraná, Paraíba e Pernambuco. Outros cinco afirmaram que estão em "situação de surto": Espírito Santo, Rondônia, Rio Grande do Norte, Goiás e Pará.
Após registrar 832 casos confirmados e 12 mortes provocadas pela doença, o Paraná declarou a epidemia no estado no dia 12 de janeiro de 2022. A secretaria de Saúde do Paraná reconheceu a transmissão comunitária e a presença do vírus em pelo menos 144 municípios do estado. O surto de H3N2 também foi registado em uma aldeia indígena. Até o dia 20 de janeiro o Paraná já tinha registrado 1313 casos e 40 mortes. A Paraíba até a primeira dezena de janeiro já havia confirmado 104 casos de H3N2 e sete mortes. Bahia com 2184 casos, sendo 23 casos de infecção simultânea com COVID-19, e 72 mortes. Espirito Santo com 1158 casos e 27 óbitos. Mato Grosso com três casos e um óbito. Mato Grosso do Sul com 296 casos e 43 mortes. Maranhão com 45 casos. Tocantins com 103 casos. 63 casos no Amapá. Santa Catarina com 47 casos e 2 óbitos. 116 casos e 2 óbitos no Rio Grande do Sul. Piauí com 105 casos e uma morte. 655 casos e 26 óbitos em Sergipe. 485 casos e 15 óbitos em Rondônia. 1007 casos e sete mortes no Amazonas. A situação em Pernambuco já contabilizou 64 óbitos por H3N2 e 9401 casos.

## Imunização
De acordo com o Instituto Butantan, há imunizante disponível para combater essa cepa, entretanto, não estava programado incluir na produção de doses para 2021/2022. A vacina comum contra a gripe no Brasil é, normalmente, trivalente, sendo produzida para combater vírus diferentes, como H1N1 e influenza B, e outra variante do H3N2. Em janeiro de 2022 o Butantan garantiu que 80 milhões de doses da vacina deverão estar disponíveis a partir do mês de março e que incluirá o imunizante para a nova cepa.